# کارتاژ باید نابود شود

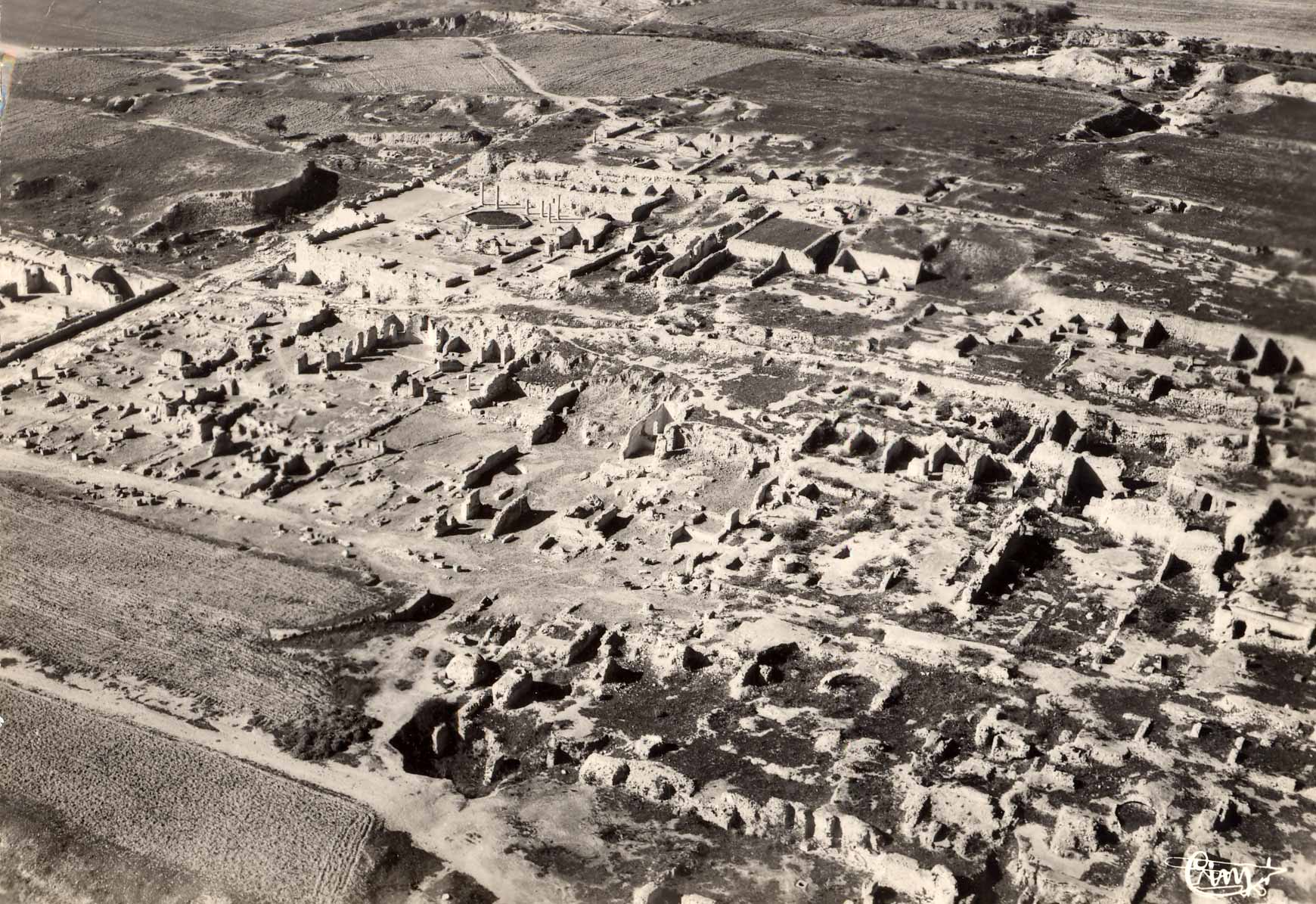
منطقه کارتاژ

کارتاژ باید نابود شود (لاتین: Carthago delenda est) یا و البته من عقیده دارم کارتاژ باید نابود شود (به لاتین: Ceterum autem censeo Carthaginem esse delendam) یک شعار سیاسی در جمهوری روم در سالهای انتهایی جنگ پونی با کارتاژ بود. گفته می‌شود کاتوی بزرگ که سناتوری در مجلس روم بود هر سخنرانی خود را، فارغ از محتوای باقی سخنرانی با جمله «و البته من عقیده دارم کارتاژ باید نابود گردد» به پایان می‌برد. حریف کاتو، پابلیوس ناسیکا نیز هر سخنرانی‌اش را با «و البته من عقیده دارم به کارتاژ باید رحم کرد» تمام می‌کرد.
درنهایت کارتاژ در سومین جنگ پونی شکست خورد. رومی‌ها بازمانده مردم کارتاژ را به بند کشیده به بردگی فروختند و شهر را به آتش کشیدند و با خاک یکسان‌کردند. این رویداد در ۱۴۶ (پیش از میلاد) رخ داد.